# Hrabstwo Allendale

Piramida wieku hrabstwa

Hrabstwo Allendale (ang. Allendale County) – hrabstwo w stanie Karolina Południowa w Stanach Zjednoczonych.

## Geografia
Według spisu z 2000 roku obszar całkowity hrabstwa obejmuje powierzchnię 412,58 mil2 (1068,58 km²), z czego 408,20 mil2 (1057,23 km²) stanowią lądy, a 4,38 mil2 (11,34 km²) stanowią wody. Według szacunków United States Census Bureau w roku 2010 miało 10 419 mieszkańców. Jego siedzibą administracyjną jest Allendale.

### Miasta
- Allendale
- Fairfax
- Sycamore
- Ulmer